# Microregione di Caxias
Caxias è una microregione dello Stato del Maranhão in Brasile, appartenente alla mesoregione di Leste Maranhense.

## Comuni
Comprende 6 comuni:
- Buriti Bravo
- Caxias
- Matões
- Parnarama
- São João do Soter
- Timon